# Rhynchosciara baschanti
Rhynchosciara baschanti är en tvåvingeart som beskrevs av Breuer 1967. Rhynchosciara baschanti ingår i släktet Rhynchosciara och familjen sorgmyggor. Inga underarter finns listade i Catalogue of Life.